# Karl Haaf
Karl Haaf (* 12. September 1897 in Mellrichstadt; † 8. August 1969) war ein deutscher Politiker der CSU.

## Leben und Beruf
Haaf war als Metzgerobermeister tätig und lebte in Mellrichstadt.

## Politik
Haaf war seit 1946 im Stadtrat der Stadt Mellrichstadt und im Kreisrat des Landkreises Mellrichstadt vertreten. Im September 1949 rückte Haaf für die in den Bundestag gewählte Maria Probst in den Bayerischen Landtag nach und gehörte diesem bis zum Ende der Wahlperiode rund ein Jahr später an. Im Parlament war er Mitglied des Ausschusses für Grenzlandfragen. Am 26. April 1956 wurde ihm eine Dankesurkunde für seine 10-jährige Stadtratszugehörigkeit verliehen.